# Lobotes surinamensis
Lobotes surinamensis is een straalvinnige vissensoort uit de familie van zeebladvissen (Lobotidae). De wetenschappelijke naam van de soort is voor het eerst geldig gepubliceerd in 1790 door Bloch.